# Leemknotszwam
De leemknotszwam (Clavaria krieglsteineri) is een schimmel behorend tot de familie Clavariaceae. Deze koraalzwam leeft mogelijk saprotroof op bemoste of weinig begroeide leem, lemig zand of klei in allerlei biotopen, bijv. matig bemest weiland, rietland, afgravingen en de rand van loofbos.

## Kenmerken
De vruchtlichamen groeien op de grond. De kleur is witachtig. De sporen zijn cilindrisch en meten 6-12 x 4-5,5 µm.

## Verspreiding
In Nederland staat de leemknotszwam zeldzaam voor.